# Сайхан (сомон)
Сайхан – (монг. Сайхан) сомон аймаку Булган, Монголія. Територія 2,8 тис км², населення 4,8 тис. Центр – селище Хуремт знаходиться на відстані 111 км від Булгану та 420 км від Улан-Батора. Є школа, лікарня, сфера обслуговування, будинок відпочинку.

## Рельєф
У центральній і північній частині – гори хребта Бурен Дулаанхаан, Рашаант, Жаргалант (2050 м), у західній та південній частині – долині річок Орхон, Хануй

## Клімат
Різкоконтинентальний клімат. Середня температура січня -23 градуси, липня +17+19 градусів. Протягом року в середньому випадає 250-400 мм опадів.

## Корисні копалини
Багатий кам’яним вугіллям, графітом, сировиною для будівельних матеріалів.

## Тваринний світ
Водяться зайці, корсаки, вовки, лисиці, козулі, бабаки та інші.